# 手形田中
手形田中（てがたたなか）は秋田県秋田市にある町。郵便番号は010-0862。住居表示実施済み。

## 地理
秋田市の東部、手形地域の中では北部に位置する。南東端は秋田県道15号秋田八郎潟線（北東端・北端はその旧道）であり、また県道15号の新道は北東部を横断している。中東端は添川頭首工から取水した用水路となっている。西端は旧秋田県道144号五城目北ノ又秋田線（現在は秋田市道）に面している。
町域は旧手形村の中心集落が基となっており、町内を古い道が複雑に入り組んで走っている。手形学園町の秋田大学手形キャンパスに近いこともあり、アパートや学生寮などが混在する住宅地である。
西は手形からみでん、北は手形字扇田・字才ノ浜、東は手形字大松沢・字大沢・手形学園町、南は手形住吉町・手形休下町に接する。

## 歴史
1828年（文政11年）に描かれたとされる「羽州久保田大絵図」に「田中本町」「田中町」という記載があり、手形村の中心集落と考えられる。
地名の由来は、旧字名の「田中」から。

### 沿革
- 1966年（昭和41年）4月1日 - 住居表示実施に伴い、手形田中が成立する。

### 町名の変遷
以下はすべて住居表示実施に伴う変更。
| 実施後   | 実施年月日     | 実施前（各町・字ともその一部）       |
| -------- | -------------- | ------------------------------------ |
| 手形田中 | 昭和41年4月1日 | 手形字大松沢 てがた あざおおまつざわ |
| 手形田中 | 昭和41年4月1日 | 手形字搦田 てがた あざからみでん     |
| 手形田中 | 昭和41年4月1日 | 手形字田中 てがた あざたなか         |
| 手形田中 | 昭和41年4月1日 | 手形字深田 てがた あざふかだ         |
| 手形田中 | 昭和41年4月1日 | 手形休下町 てがたきゅうかまち        |
| 手形田中 | 昭和41年4月1日 | 手形西新町 てがたにししんまち        |
| 手形田中 | 昭和41年4月1日 | 手形東新町 てがたひがししんまち      |
| 手形田中 | 昭和41年4月1日 | 手形本新町 てがたもとしんまち        |

## 世帯数と人口
2016年（平成28年）10月1日現在の世帯数と人口は以下の通りである。
| 町丁     | 世帯数  | 人口    |
| -------- | ------- | ------- |
| 手形田中 | 943世帯 | 1,514人 |

## 交通

### 鉄道
町内に鉄道は通っていない。最寄り駅は中通七丁目にあるJR東日本奥羽本線・羽越本線・秋田新幹線の秋田駅。

### バス
- 秋田中央交通
  - 仁別リゾート公園線、秋田温泉線
    - - 田中入口 - からみでん -

  - 仁別リゾート公園線、秋田温泉線（秋田高校経由）
    - - 鉱業博物館入口 - 秋田高校入口 - からみでん -

### 道路
- 秋田県道15号秋田八郎潟線
- 秋田県道401号雄和仁別自転車道線

## 施設
- 秋田大学国際交流会館
- 神明社
- 柳田医院
- とむら皮ふ科